# Unione Calcio Enna 1990-1991
Questa pagina raccoglie le informazioni riguardanti l'Unione Calcio Enna nelle competizioni ufficiali della stagione 1990-1991.

## Rosa
| N. |                   | Ruolo | Calciatore            |
| -- | ----------------- | ----- | --------------------- |
|    | Italia (bandiera) | D     | Nicola Aurisano       |
|    | Italia (bandiera) | D     | Giuseppe Barbaro      |
|    | Italia (bandiera) | A     | Salvatore Barone      |
|    | Italia (bandiera) | C     | Enzo Carnevale        |
|    | Italia (bandiera) | D     | Leonardo Cerenzia     |
|    | Italia (bandiera) | C     | Cosimo De Feo         |
|    | Italia (bandiera) | A     | Giuseppe Di Blasi     |
|    | Italia (bandiera) | C     | Nunzio Di Somma       |
|    | Italia (bandiera) | D     | Maurizio Frittita     |
|    | Italia (bandiera) | D     | Antonio Frontino      |
|    | Italia (bandiera) | A     | Luca Gabbriellini     |
|    | Italia (bandiera) | A     | Michelangelio Galasso |
|    | Italia (bandiera) | D     | Vincenzo Iossa        |
|    | Italia (bandiera) | D     | Vito Iuculano         |
|    | Italia (bandiera) | D     | Giuseppe La Bianca    |
|    | Italia (bandiera) | C     | {{{nome}}}            |
|    | Italia (bandiera) | C     | Gianluca Musumeci     |
|    | Italia (bandiera) | P     | Leonardo Pellegrino   |
|    | Italia (bandiera) | A     | Salvatore Lombardo    |
|    | Italia (bandiera) | D     | Orazio Pidatella      |
|    | Italia (bandiera) | A     | Giovanni Pisano       |
|    | Italia (bandiera) | D     | Fortunato Policardi   |
|    | Italia (bandiera) | D     | Vincenzo Prochilo     |
|    | Italia (bandiera) | C     | Francesco Scilipoti   |
|    | Italia (bandiera) | C     | Giacomo Salpietro     |
|    | Italia (bandiera) | C     | Vito Sinopoli         |
|    | Italia (bandiera) | P     | Salvatore Sottile     |
|    | Italia (bandiera) | D     | Corrado Tovani        |